# Eszter Kovács
Pour les articles homonymes, voir Kovács.
Eszter Kovács est une joueuse hongroise de volley-ball née le 13 février 1984 à Salgótarján. Elle mesure 1,92 m et joue au poste de centrale. Elle totalise 31 sélections en équipe de Hongrie.

## Clubs
| Club                | De        | À         |
| ------------------- | --------- | --------- |
| SRK-Salgótarján     | 1999-2000 | 1999-2000 |
| Miskolci VSC        | 2000-2001 | 2002-2003 |
| Baylor University   | 2003-2004 | 2003-2004 |
| Miskolci VSC        | 2004-2005 | 2004-2005 |
| NRK Nyíregyháza     | 2005-2006 | 2005-2006 |
| BSE-FCSM            | 2006-2007 | 2007-2008 |
| CS Dinamo Bucureşti | 2008-2008 | 2008-2008 |
| Vandœuvre Nancy VB  | 2009-2009 | 2009-2009 |
| La Rochette         | 2009-2009 | 2009-2009 |
| VfB Suhl            | 2009-2010 | 2009-2010 |
| SWE Volley-Team     | 2010-2011 | …         |

## Palmarès
- Coupe de Hongrie
  - Finaliste :  2006
- Coupe d'Allemagne
  - Finaliste : 2010.